# Kosmos 319
O Kosmos 319 (em russo: Космос 319) também denominado DS-P1-Yu Nº 29, foi um satélite artificial soviético lançado ao espaço com sucesso no dia 15 de janeiro de 1970 através de um foguete Kosmos-2I a partir do Cosmódromo de Plesetsk.

## Características
O Kosmos 319 foi o vigésimo nono membro da série de satélites DS-P1-Yu e o vigésimo sétimo lançado com sucesso após o fracasso dos lançamentos do segundo e do vigésimo terceiro membros da série. Sua missão era auxiliar sistemas antissatélites e antimíssil soviéticos.
O Kosmos 319 foi injetado em uma órbita inicial de 1537 km de apogeu e 209 km de perigeu, com uma inclinação orbital de 82 graus e um período de 102,0 minutos. Reentrou na atmosfera terrestre em 1 de julho de 1970.